# Korhogo flygplats
Korhogo flygplats (franska: Aéroport de Korhogo) är en flygplats vid staden Korhogo i Elfenbenskusten. Den ligger i den centrala delen av landet, 290 km norr om huvudstaden Yamoussoukro. Korhogo flygplats ligger 370 meter över havet. IATA-koden är HGO och ICAO-koden DIKO. Flygplatsen, som har reguljära inrikesflyg, hade 1 292 starter och landningar med totalt 29 126 passagerare och 17,2 ton frakt 2021.